# Zuzanna Kaniecka
Zuzanna Kaniecka (ur. 7 lipca 1996) – polska lekkoatletka, sprinterka.
Srebrna medalistka mistrzostw Europy juniorów w sztafecie 4 × 100 metrów (2015).
Medalistka mistrzostw Polski w juniorskich kategoriach wiekowych.

## Osiągnięcia
| Rok  | Impreza                     | Miejsce    | Konkurencja        | Lokata     | Wynik |
| ---- | --------------------------- | ---------- | ------------------ | ---------- | ----- |
| 2015 | Mistrzostwa Europy juniorów | Eskilstuna | sztafeta 4 x 100 m | 2. miejsce | 45,28 |